# Nouvelle Gauche (Croatie)
Pour les articles homonymes, voir Nouvelle Gauche (homonymie).
Nouvelle Gauche (croate : Nova ljevica, NL) est un parti politique social-démocrate  et socialiste démocratique  en Croatie,. Il promeut également l'antifascisme, l'environnementalisme et le progressisme sur les questions sociales.

## Histoire
Le parti a été créé en décembre 2016 par des intellectuels et militants de gauche, dont Dragan Markovina, Zoran Pusić, Vesna Teršelič, Nadežda Čačinovič et Nikola Devčić.
En mars 2017, Nouvelle gauche annonce se présenter en coalition avec le parti de gauche Front des travailleurs au sein du Bloc de gauche pour les élections municipales de Zagreb et de Split. Aux élections de Zagreb, le Bloc est rejoint par Nous pouvons!, Développement durable croate, Zagreb est nôtre et Za grad. La coalition remporte quatre des 51 sièges de Zagreb, dont un revient à Nouvelle Gauche.
Aux élections européennes de 2019, la liste  Nous pouvons!-Développement durable croate-Nouvelle Gauche remporte 1,80 % des suffrages, et aucun de leur candidat n'est élu.
Le Bloc de gauche s’unit avec Nous Pouvons! pour les élections législatives de 2020 au sein de la Coalition de la gauche verte. La coalition remporte sept des 151 sièges dont un appartient à Nouvelle Gauche.
Aux élections municipales de Zagreb de 2021, la Coalition de la gauche verte remporte 23 des 47 sièges, dont trois appartiennent à Nouvelle gauche.

## Résultats électoraux

### Parlement de Croatie
|      | Nombre de voix      | % des suffrages exprimés | Nombre de sièges remportés | Évolution du nombre de sièges | Coalition                    |
| ---- | ------------------- | ------------------------ | -------------------------- | ----------------------------- | ---------------------------- |
| 2020 | 116 480 (coalition) | 6,99 % (coalition)       | 1 / 151                    | 1                             | Coalition de la gauche verte |

### Assemblée municipale de Zagreb
|      | Nombre de voix      | % des suffrages exprimés | Nombre de sièges remportés | Seat change | Coalition                    |
| ---- | ------------------- | ------------------------ | -------------------------- | ----------- | ---------------------------- |
| 2017 | 24 706 (coalition)  | 7.64 % (coalition)       | 1 / 51                     | 1           | Bloc de gauche verte         |
| 2021 | 130 850 (coalition) | 40.83 % (coalition)      | 3 / 47                     | 2           | Coalition de la gauche verte |

### Parlement européen
|      | Nombre de voix     | % des suffrages exprimés | Nombre de sièges remportés | Changement de siège | Coalition                  | Affiliation |
| ---- | ------------------ | ------------------------ | -------------------------- | ------------------- | -------------------------- | ----------- |
| 2019 | 19 313 (coalition) | 1,79 % (coalition)       | 0 / 12                     | Nouveau             | Avec Nous pouvons! et ORaH | GUE-NGL     |